# Bacton (Suffolk)
Bacton – wieś w Anglii, w hrabstwie Suffolk, w dystrykcie Mid Suffolk. Leży 25 km na północny zachód od miasta Ipswich i 114 km na północny wschód od Londynu. Miejscowość liczy 1200 mieszkańców.